# Vice-presidente dos Estados Unidos
O vice-presidente dos Estados Unidos é o segundo mais alto cargo oficial eletivo do governo dos Estados Unidos, depois do presidente. Como primeiro na linha de sucessão presidencial, o vice-presidente exerce o mandato de presidente de forma imediata quando este morre, renuncia, ou é afastado do cargo por decisão judicial. Desde 1974 o vice-presidente e a sua família têm residido no Number One Observatory Circle, no Observatório Naval dos Estados Unidos em Washington, DC.
Na história dos Estados Unidos, oito vice-presidentes assumiram a Presidência por morte do presidente e um (Gerald Ford) por causa de renúncia. John C. Calhoun e Spiro Agnew foram até hoje os únicos Vice-presidentes que renunciarem. O atual vice-presidente é J. D. Vance, que tomou posse em janeiro de 2025.

## Papel

Bandeira vice-presidencial dos Estados Unidos.

O Vice-presidente, quando não atua como Presidente do Senado, é o porta-voz para a política da administração e o conselheiro do Presidente. Normalmente, os candidatos presidenciais que estão em vantagem elegem os seus companheiros de candidatura durante a convenção do partido. É habitual que os candidatos elejam um Vice-presidente que seja de outra parte do país ou que pertença a outra franja do partido, a fim de conquistar o apoio de muitos sectores.
O vice-presidente atua como Presidente do Senado, como indica o Artigo Primeiro da Constituição dos Estados Unidos.  Para isso, é necessário que o Vice-presidente cumpra com os mesmos requisitos constitucionais que o Presidente para ocupar o cargo, ou seja, deve ser um cidadão nativo dos Estados Unidos, ter no mínimo 35 anos de idade e residido no país por pelo menos 14 anos.